# 張弘章
張弘章（？—？），江蘇丹徒人，清朝官員。監生出身。

## 生平
張弘章於雍正九年（1731年）擔任台灣府淡水補盜同知。是年，淡水補盜同知更名改制為淡水撫民同知，張弘章為改制後首任同知，并攝彰化縣知縣事。